# Peridotit

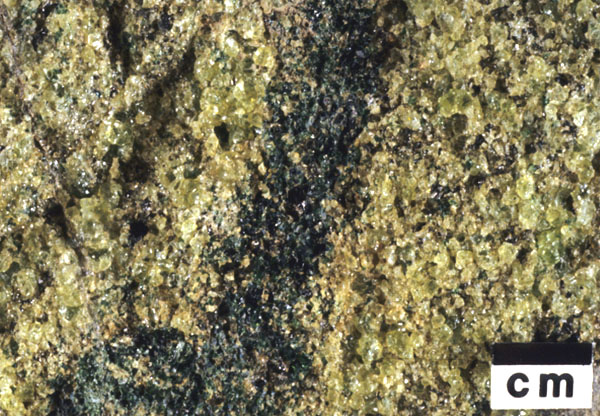
Peridotit-Xenolith aus San Carlos (südwestliche USA). Das Gestein ist typisch reich an Olivin, durchkreuzt von einer zentimeterdicken Schicht aus grün-schwarzem Pyroxenit.

Peridotit ist ein grobkristallines ultramafisches Gestein, aus dem der größte Teil des Erdmantels besteht. Peridotit enthält mindestens 40 Prozent Olivin; der Rest setzt sich im Wesentlichen aus Orthopyroxen, Klinopyroxen und einem aluminiumhaltigen Mineral – je nach Druck und Temperatur Granat, Spinell oder (selten) Plagioklas – zusammen. Der Name stammt von der französischen Mineralbezeichnung Peridot.

## Zusammensetzung
| Material | MORB-Pyrolit | Lherzolith | Harzburgit | Dunit |
| -------- | ------------ | ---------- | ---------- | ----- |
| SiO2     | 44,74        | 44,16      | 43,8       | 41,3  |
| MgO      | 39,57        | 41,05      | 46,3       | 51,88 |
| FeO      | 7,55         | 8,14       | 7,71       | 6,26  |
| Al2O3    | 4,37         | 2,25       | 0,56       | 0,1   |
| CaO      | 3,38         | 2,27       | 0,75       | 0,16  |
| Cr2O3    | 0,45         | 0,39       | 0,38       | 0,28  |
| Na2O     | 0,4          | 0,21       | 0,07       | 0,032 |
| NiO      | 0,26         | 0,27       | 0,35       | 0,36  |
| TiO2     | 0,17         | 0,09       | 0,08       | 0     |
| MnO      | 0,11         | 0,14       | 0,12       | 0,08  |
| K2O      | 0            | 0,02       | 0,03       | 0,02  |
| P2O5     | 0            | 0,03       | 0,01       | 0,05  |
| Mg#      | 90,0         | 90,0       | 91,4       | 93,7  |

| Material          | primitiv | Lherzolith | Harzburgit | Dunit |
| ----------------- | -------- | ---------- | ---------- | ----- |
| Spinell-Peridotit |          |            |            |       |
| Olivin            | 56       | 62         | 81         | 98    |
| Orthopyroxen      | 22       | 22         | 14         | —     |
| Klinopyroxen      | 19       | 11         | 2          | 1     |
| Spinell           | 3        | 2          | 3          | 1     |
| Granat-Peridotit  |          |            |            |       |
| Olivin            | 57       | 68         | 83         | 98    |
| Orthopyroxen      | 16       | 18         | 15         | —     |
| Klinopyroxen      | 14       | 11         | —          | 1     |
| Granat            | 13       | 3          | 2          | 1     |

Die chemische Zusammensetzung von Peridotit ist je nach geotektonischem Umfeld verschieden, bedingt aber in jedem Fall eine ultramafische, also von Magnesium- und Eisensilikaten geprägte Mineralogie mit Olivin als dominierendem Mineral. Aus kosmochemischen Modellen sowie Studien an Ophiolithen und Xenolithen sind repräsentative chemischen Zusammensetzungen für Peridotit in verschiedenen Umfeldern, insbesondere auch für „primitiven“, d. h. ursprünglichen, nicht durch Schmelzprozesse an bestimmten Elementen bzw. Mineralen verarmten, Mantel konstruiert worden. Von besonderer Bedeutung ist hier Pyrolit, eine von Alfred Edward Ringwood entwickelte theoretische Zusammensetzung des primitiven Mantels.
Die Zusammensetzung von Peridotit in den obersten 200 bis 300 km des Mantels wird insbesondere durch Schmelzprozesse, in erster Linie unter Mittelozeanischen Rücken und in Subduktionszonen verändert. Durch Schmelzen von Peridotit unter Mittelozeanischen Rücken entsteht basaltische Schmelze, die ozeanische Kruste bildet. Bei diesen Schmelzprozessen verarmt der Peridotit an bestimmten Elementen, insbesondere an Eisen, Aluminium, Calcium und Natrium; die Änderung des molaren Verhältnisses Mg/(Mg+Fe) wird oft durch die Magnesiumzahl Mg# angegeben. Seine mineralogische Zusammensetzung verschiebt sich dabei zu höheren Olivin- und geringeren Pyroxengehalten, wie die nachfolgenden Tabellen zeigen. Peridotit mit mehr als je zehn Prozent Orthopyroxen und Klinopyroxen sowie dem jeweiligen vierten Hauptmineral wird als Lherzolith bezeichnet. Sinkt durch Aufschmelzung der Klinopyroxengehalt unter zehn Prozent, bezeichnet man das verarmte Gestein als Harzburgit, fällt der Orthopyroxenanteil unter zehn Prozent, so nennt man das zu mehr als 90 Prozent aus Olivin bestehende Gestein Dunit. Ein Peridotit mit weniger als zehn Prozent Orthopyroxen und höherem Anteil von Klinopyroxen heißt Wehrlit.
Das vierte Hauptmineral im Peridotit des oberen Mantels ist der wichtigste Speicher für Aluminium. Bei Drücken von weniger als ca. 0,9 GPa (etwa 30 km Tiefe) ist dies Plagioklas, zwischen 0,9 und ca. 2,1 bis 2,7 GPa (etwa 60 bis 85 km Tiefe) Spinell und bei noch höheren Drücken Granat. Durch die unterschiedlichen chemischen Zusammensetzungen dieser Minerale kommt es an den Grenzen zwischen den Stabilitätsfeldern auch zu Verschiebungen in den Proportionen der anderen Minerale. Ab etwa 350 km Tiefe und vor allem in der Übergangszone des Erdmantels zwischen 410 und 660 km vereinigen sich Pyroxene und Granat zu aluminiumarmen Granat und dann zu Granat-Majorit, während Olivin sich zu seinen Hochdruckformen Wadsleyit und Ringwoodit umwandelt. Im unteren Mantel ändert sich die Mineralogie vollständig und umfasst Perovskite und Ferroperiklas.
Neben den obengenannten Hauptmineralen enthält Peridotit je nach den lokalen chemischen Bedingungen noch kleine Mengen anderer Minerale, deren Existenz zum Teil vom Gehalt an Volatilen abhängt. Besonders in Subduktionszonen, wo der Anteil von Wasser im Mantel im Promille- oder sogar Prozentbereich liegen kann, kommen Minerale vor, in deren Summenformel Wasser bzw. Hydroxyl (OH) auftritt, z. B. Amphibol oder Phlogopit. In kohlendioxidreichen Umgebungen kann sich Graphit oder Diamant bilden. Volatile beeinflussen auch die Lage des Schmelzpunktes; so liegt die Solidustemperatur von wassergesättigtem Peridotit mehrere hundert Grad unter der von wasserfreiem.

## Vorkommen und Verwendung
Größere Vorkommen von nicht umgewandeltem Peridotit sind in Mitteleuropa selten (vorwiegend an Subduktionszonen, in den Alpen z. B. im Val Malenco oder bei Kraubath an der Mur), kleine Xenolithe sind als sogenannte Olivinbomben in basaltischen Gesteinen verbreitet. Umgewandelte Peridotite bilden einen Teil der Serpentinite und sind viel häufiger.
Die wenigen abbauwürdigen mitteleuropäischen Vorkommen haben hinsichtlich einer industriellen Nutzung keine größere Bedeutung. In der Zeit der DDR wurde in Thüringen ein Pikrit (aus der Peridotitfamilie mit über 50 % Anteil Olivin) abgebaut und für verschiedene Bauvorhaben, etwa den Dresdner Kulturpalast, verwendet. Die Treppenstufen in seinem Hauptfoyer und in den Seitenaufgängen wurden aus dem Pikrit von Seibis bei Lobenstein gefertigt.
In Russland befinden sich mehrere Pikrit-Lagerstätten.
Das Gestein eignet sich für Bodenbeläge und Treppenstufen (Pikrit). Durch seine hohe Dichte ist von einer guten Haltbarkeit auszugehen.
Dunkle Peridotite (z. B. aus Südafrika) wurden vielfach für Grabsteine verwendet.
Peridotite oder ihre Verwitterungsprodukte (Serpentinite) führen auch Anreicherungen von Chromspinell (Chromit), speziell am Übergang von dunitischen zu harzburgitischen Schollen. Diese Anreicherungen wurden und werden als Chromerz verwendet (u. a. Guleman in der Türkei, Kokkinorotsos im zypriotischen Troodosgebirge, in Sepentiniten des Balkans, im 19. Jahrhundert sogar bei Kraubath in der Steiermark als Farberz).
Unter tropischen Bedingungen verwittern Peridotite lateritisch, und in den Lateriten sind die geringen Nickelgehalte (um 0,2–0,5 %) des Olivins dann angereichert (wenige Prozent, in Noumeauit/Garnierit viel mehr). Diese Laterite dienen dann als Nickelquelle speziell zur Gewinnung von Ferronickel. Im Tertiär gebildete Laterite wurden im sächsischen Granulitgebirge (Obercallenberg) und beim früheren Jordansmühl in den Sudeten als Nickelerz abgebaut.

## Kohlendioxid-Speicher
Forscher der New Yorker Columbia University konnten nachweisen, dass in bestimmten Peridotit-Gesteinen chemische Reaktionen stattfinden können, die Kohlendioxid im Gestein in Form von Carbonaten binden.
Die Forscher halten es für möglich, in Peridotit-Gesteinen über noch zu entwickelnde technische Methoden Milliarden Tonnen von Kohlendioxid zu binden und damit aus der Erdatmosphäre zu entfernen. Kohlendioxid gilt als einer der Hauptverursacher für die globale Erwärmung.